# Козловський Альфред Іванович
Альфред Іванович Козловський (14 вересня 1929, Дніпро — 24 січня 2013) — український промисловець, директор з розвитку ВАТ «Нижньодніпровський трубопрокатний завод». Почесний громадянин Дніпра. Герой України.

## Біографія
Освіта: Національна металургійна академія України (1959), металург.
Працював: майстер, механік трубопрокатного цеху, 1962–1980 — заступник начальника цеху, начальник трубопрокатних цехів № 3, 4, колесопрокатного цеху, 1980 — 1989 — головний інженер — заступник директора, 1989—1992 — директор, Нижньодніпровський трубопрокатний завод, м. Дніпро. 1992–2001 — генеральний директор, ВАТ «Нижньодніпровський трубопрокатний завод».
Депутат Дніпропетровської облради (з 1994); голова ради директорів підприємств об'єднання трубних заводів України (з 1990); член Ради експортерів при КМ України (з 02.1999).
Академік АІНУ (1991).
Автор 65 винаходів і понад 60 рацпропозицій, понад 100 наукових публікацій.

## Нагороди
- Відзнака Президента України «Герой України» з врученням ордена Держави (14 вересня 1999) — за визначні особисті заслуги в організації металургійного виробництва, трудову доблесть[2]
- Герой Соціалістичної Праці (1990), ордени Леніна, Трудового Червоного Прапора (1971), Дружби народів (1980)
- Заслужений винахідник України (1989)
- Державна премія України в галузі науки і техніки 2004 року — за інвестиційний металургійний комплекс інноваційних технологій виробництва сталі і суцільнокатаних залізничних коліс, які забезпечують високу конкурентоспроможність їх на міжнародних ринках транспортного металу (у складі колективу).[3]
- Відзнака Президента України — ювілейна медаль «20 років незалежності України» (19 серпня 2011).[4]